# Buthus pedrosousai
Espèce
Buthus pedrosousai est une espèce de scorpions de la famille des Buthidae.

## Distribution
Cette espèce est endémique de Castille-La Manche en Espagne. Elle se rencontre dans la Serranía de Cuenca vers Portilla.

## Description
Le mâle holotype mesure 70,10 mm, les mâles mesurent de 64,31 à 70,10 mm.

## Étymologie
Cette espèce est nommée en l'honneur de Pedro Reis de Sousa du Centro de Investigação em Biodiversidade e Recursos Genéticos à l'université de Porto.

## Publication originale
- Teruel & Turiel, 2021 : « The genus Buthus Leach, 1815 (Scorpiones: Buthidae) in the Iberian peninsula. Part 3: A new species from central Spain and new records. » Revista Iberica de Arachnologia, vol. 39, p. 3-11.